# Fluorid kobaltičitý
Fluorid kobaltičitý je anorganická sloučenina s chemickým vzorcem CoF4.

## Příprava
Fluorid kobaltičitý byl připraven v plynné fázi fluorací fluoridu kobaltitého za využití fluoridu terbičitého jako fluoračního činidla.

## Vlastnosti
Fluorid kobaltičitý je příliš nestabilní, aby existoval v pevné nebo kapalné fázi, ale je stabilní ve zředěné plynné fázi.